# Koolhoven F.K.48
Il Koolhoven F.K.48 Ajax fu un bimotore da trasporto civile ad ala alta sviluppato dall'azienda aeronautica olandese Koolhoven negli anni trenta del XX secolo, e rimasto allo stadio di prototipo.

## Storia del progetto
Su richiesta della compagnia aerea KLM, che voleva un aereo da trasporto passeggeri a 6-8 posti da utilizzare sulle rotte nazionali, il progettista Frederick Koolhoven, proprietario della omonima ditta di costruzioni aeronautiche progettò il modello F.K.48. Il prototipo volò per la prima volta il 24 maggio 1934 nelle mani del capo collaudatore della ditta Schmidt Crans.

## Descrizione tecnica
Aereo da trasporto civile, bimotore, monoplano. L'ala alta a semi-sbalzo, aveva struttura completamente lignea, con rivestimento in compensato. La fusoliera era costruita in tubi d'acciaio saldati ed era rivestita in tela. Sul muso aveva sezione ovale, mentre era rettangolare in corrispondenza della cabina passeggeri. La capacità di carico prevedeva 6 o 8 posti, oltre a due membri dell'equipaggio, pilota e navigatore. Il carrello d'atterraggio era triciclo posteriore fisso, con le gambe principali (dotate di una sola ruota) fissate sotto le gondole motori, e pattino di coda.
La propulsione era assicurata da due motori De Havilland Gipsy Major a 4 cilindri in linea, raffreddati ad aria, eroganti la potenza di 130 CV, ed azionanti un'elica bipala lignea.

## Impiego operativo
Un mese dopo il primo volo, al termine dei collaudi, il velivolo fu immatricolato PH-AJX e, battezzato Ajax, immesso in servizio sulla rotta Rotterdam-Eindhoven dove rimase fino al 1936. Ritirato dal servizio di linea, il velivolo fu utilizzato come aereo da addestramento e trasporto per  i piloti della KLM. L'unico esemplare costruito fu distrutto dalla Luftwaffe sull'aeroporto di Schiphol, durante le fasi iniziali dell'attacco tedesco, il 10 giugno 1940.